# ديف مالوني
ديف مالوني هو لاعب هوكي الجليد كندي، ولد في 31 يوليو 1956 في كيتشنر في كندا.

## وصلات خارجية
- ديف مالوني على موقع دوري الهوكي الوطني (الإنجليزية)
- ديف مالوني على موقع قاعة مشاهير الهوكي (لاعب أن.إتش.أل) (الإنجليزية)
- ديف مالوني على موقع EliteProspects.com (الإنجليزية)
- ديف مالوني على موقع HockeyDB.com (الإنجليزية)
- ديف مالوني على موقع Hockey-Reference.com (الإنجليزية)